# ینی‌کند (قوبا)
ینی‌کند (به لاتین: Yenikənd) یک منطقه مسکونی در جمهوری آذربایجان است که در شهرستان قوبا واقع شده است ینی‌کند ۱۰۰۹ نفر جمعیت دارد.